# Zamek krzyżacki w Pasłęku
Zamek krzyżacki w Pasłęku – zamek murowany został wybudowany przez Krzyżaków w XIV w. na miejscu wcześniejszego grodu wzniesionego przez plemię Prusów, którzy wykorzystali dogodne dla obronności położenie wzgórza mającego wysokie i strome stoki dostępne jedynie od strony miasta.
Zamek krzyżacki był równocześnie zintegrowany z miastem i wyraźnie od niego oddzielony, tj. znajdował się w obrębie murów miejskich, jednak obszar zamkowy odgradzały od zabudowań miejskich dodatkowe umocnienia i fosa. Początkowo obiekt był niewielki i miał tylko jedno skrzydło i dwie wieże, ponieważ mieścił jedynie siedzibę prokuratora krzyżackiego podległego komturii elbląskiej. W 1454 zamek w Elblągu padł łupem wspierających Polskę zbuntowanych mieszczan i komtur tego miasta przeniósł się do Pasłęka, przez co powstała potrzeba rozbudowa zamku. Wtedy zostało dobudowane jeszcze drugie skrzydło zamku.
Postanowieniem II pokoju toruńskiego Pasłęk miał trafić w granice Polski, został jednak razem z Pasymiem został wymieniony za Sztum. Zamek pozostał zatem siedzibą komtura i był nią aż do kolejnego powstania mieszczan w 1521, kiedy Krzyżacy zostali wygnani, a zamek poważnie uszkodzony. W 1543 wielki pożar miasta nie oszczędził również i tego obiektu, z którego pozostały tylko ściany.
Odbudowa z XVI wieku nadała zamkowi oblicze znane nam do dzisiaj. Dobudowano dwa skrzydła, tworząc zamknięty czworobok, zaś wieżom nadano nowy, bardziej zgodny z duchem renesansu kształt okrągły. Dalsze fundowane przez elektora brandenburskiego przebudowy – z 1559, 1586 i I poł. XVII wieku – miały na celu adaptację średniowiecznego zamku na potrzeby nowej sztuki wojennej. Okazały się na tyle skuteczne, że w 1659 r. obiekt wytrzymał szwedzkie oblężenie. Trzy lata wcześniej, podczas Potopu szwedzkiego, w zamku spotkali się Karol X Gustaw i Fryderyk Wilhelm elektor Brandenburgii, uzgadniając plany dalszej polityki wobec Polski.
Mimo tego w XVIII stuleciu obiekt uznano za niezdatny do dalszego wykorzystywania wojskowego, zamieniając go na tymczasowe koszary i magazyny. W wieku XIX (do 1925) mieścił więzienie, zaś do II wojny światowej – sąd. W 1945 zamek – podobnie jak pobliski ratusz i większość miejskiej zabudowy – został spalony przez Armię Czerwoną, dla której wszelkie zabytki w Prusach Wschodnich były przejawami znienawidzonej niemieckości.
W latach 50. i 60. XX wieku nastąpiła odbudowa zamku na cele administracyjno-kulturalne. Obecnie mieści on siedzibę Rady Miejskiej, bibliotekę, Izbę Historyczną, kino oraz świetlicę dla dzieci. Obiekt został otynkowany (poza centralnym skrzydłem), zdecydowano się również na odbudowę trzech z oryginalnych czterech skrzydeł zamku, nie zamykając tym samym dziedzińca.

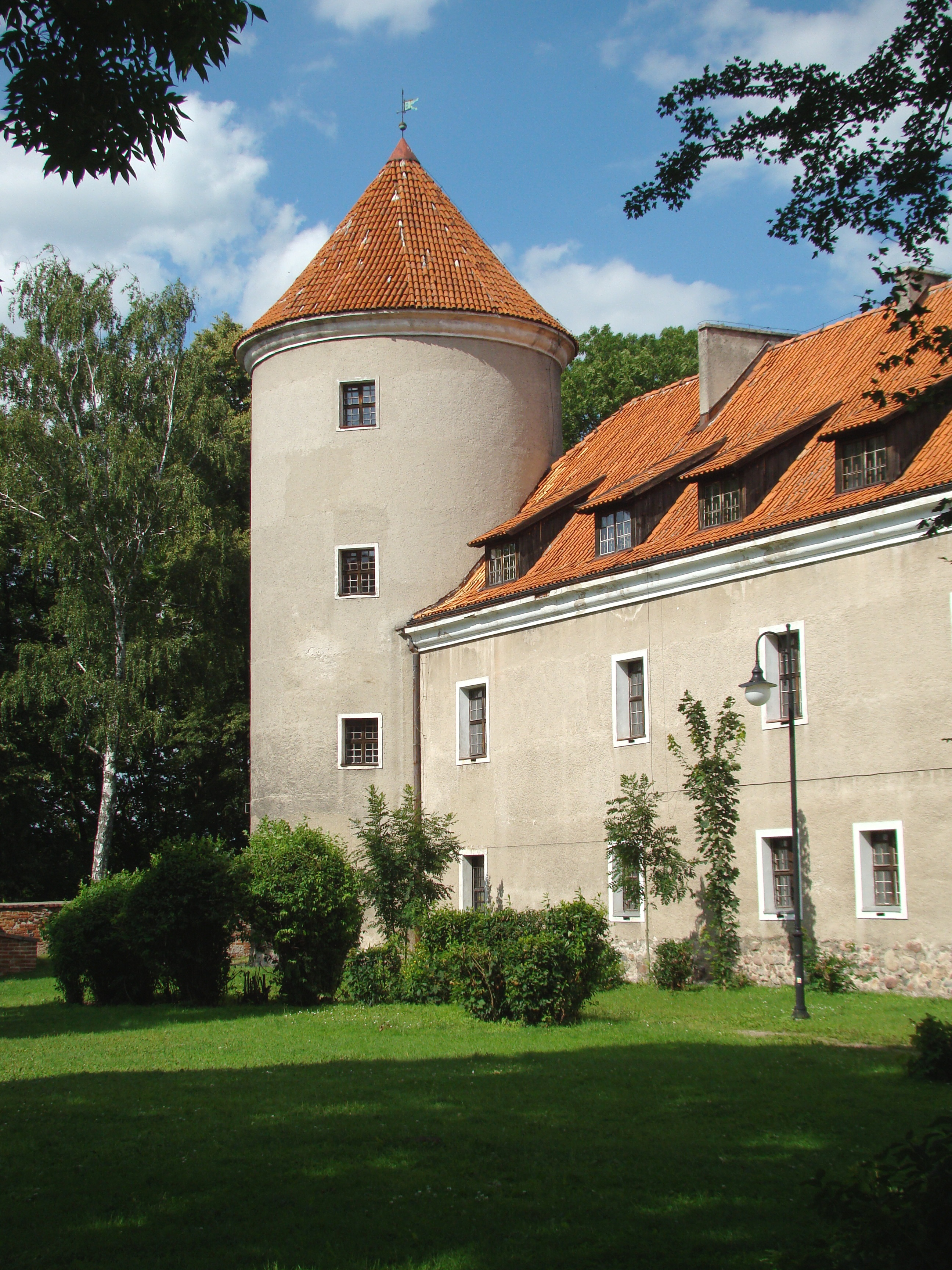
Baszta zamku krzyżackiego w Pasłęku.

## Architektura
W wyniku ostatniej odbudowy zamek w niewielkim stopniu przypomina pierwotną krzyżacką warownię, czy chociażby zamek po odbudowie w XVI w. Pewne elementy pierwotnej architektury zawiera jedynie nieotynkowane najstarsze i najmniej zniszczone na przestrzeni dziejów skrzydło północne, które zachowało pozostałości po otworach strzelniczych (zamurowane) oraz ślad zamkowej furty. Cały obiekt jest trójkondygnacyjny, baszty o jedno piętro wyższe, z dachem stożkowym. Także układ wnętrz, wielokrotnie modyfikowany, dziś zachowuje oryginalne cechy jedynie na poziomie piwnic oraz w jednym, zrekonstruowanym pomieszczeniu administrowanym przez Urząd Miasta, gdzie odtworzono sklepienie krzyżowe oraz gotyckie filary.
Wiele legend krążyło o tajemniczych tunelach pod zamkiem. Badania archeologiczne z lat 80. wykazały istnienie jednego takiego przejścia, między zamkiem a pobliskim kościołem św. Bartłomieja. Inne pogłoski wskazywały na tunele w kierunku wsi Robity, co może mieć związek z wydarzeniami z 1414, kiedy wojsko polskie spotkało się z pasłęckimi Krzyżakami, którzy po wykonaniu manewru zaczepnego nagle zniknęli z oczu przeciwnikom. Obecnie jednak dostęp do wszystkich korytarzy jest niemożliwy.

## Bursztynowa Komnata
Poszukiwacze skarbów oraz badacze tajemnic historii wymieniają zamek w Pasłęku jako jedno z możliwych miejsc ukrycia legendarnej Bursztynowej Komnaty. Jako przesłanki pozwalające na postawienie takiej hipotezy wskazuje się opowieści mieszkających w czasie wojny pasłęczan, którzy opisywali, jak w 1944 ciężarówki wojskowe przywiozły do zamku nieokreśloną bliżej zawartość, którą następnie pozostawiono w piwnicach obiektu, znanych z mikroklimatu przyjaznego dziełom sztuki. Wymienia się także fakt, iż Erich Koch, gauleiter Prus, podobno posiadających wiadomości o komnacie miał majątek w okolicy i był częstym gościem w Pasłęku, na zebraniach lokalnego NSDAP. Musiał też wiedzieć, że w 1943 ofertę ukrycia bliżej nieokreślonego „bursztynowego skarbu” złożono właścicielowi pobliskiego pałacu w Słobitach, który odmówił. Wreszcie w 1980 dwaj radiesteci stwierdzili, że w zaminowanej i zamurowanej części piwnic jednej z baszt znajdują się duże ilości bursztynu. Władze miasta usiłowały dotrzeć na wskazaną głębokość 10 m, jednak brak pieniędzy uniemożliwił kontynuowanie prac.